# Le chemin de fer (Alkan)

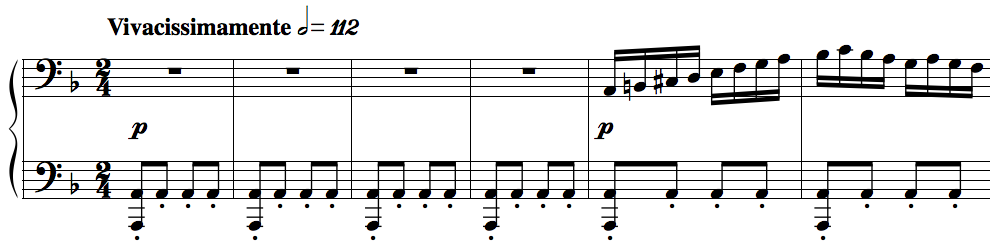
Le chemin de fer se caracteriza por las rápidas notas en el bajo, su dificultad para ser tocada y un exacerbado tempo extremo.

Le chemin de fer (en francés “el ferrocarril” o “la vía férrea”), Op. 27, es un estudio programático para piano compuesto por Charles-Valentin Alkan en 1844, frecuentemente citado como la primera representación musical de un ferrocarril. Es una composición creada a manera de perpetuum mobile en un tempo extremadamente rápido (marcado como Vivacissimamente con 112 notas blancas por minuto), en la tonalidad de re menor, la cual se interpreta aproximadamente en cinco minutos.

## Composición

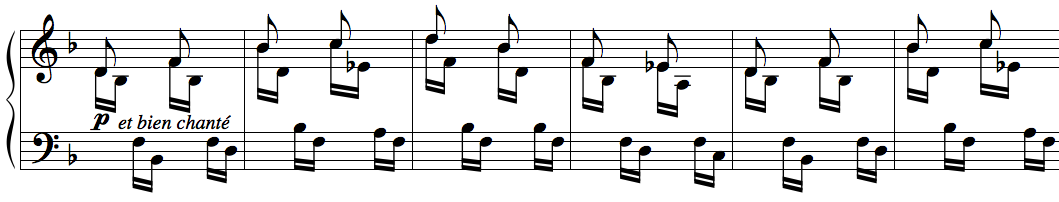
The "happy passengers" melody is not as thick as the main "locomotion" gauntlet.

La composición está marcada con vivacissimamente (muy viva, de vivace), 112 blancas por minuto. El primer tema en semicorcheas está acompañado por un ostinato bajo repetitivo en corcheas, que ilustra la fugaz locomotora de vapor. El segundo es una melodía más ligera en el modo mayor submediante, en si bemol mayor, el cual comprende solo semicorcheas, que representan el feliz viaje de los pasajeros. El único respiro del torrente llega en la coda, en la que las duraciones de las notas se alargan y la pieza llega a su fin, representando el tren que llega a una estación. La longitud de la pieza, en la impresión (506 compases), no la ejecución (5 minutos), es humorísticamente referida como la descripción de un viaje muy largo.

## Recepción

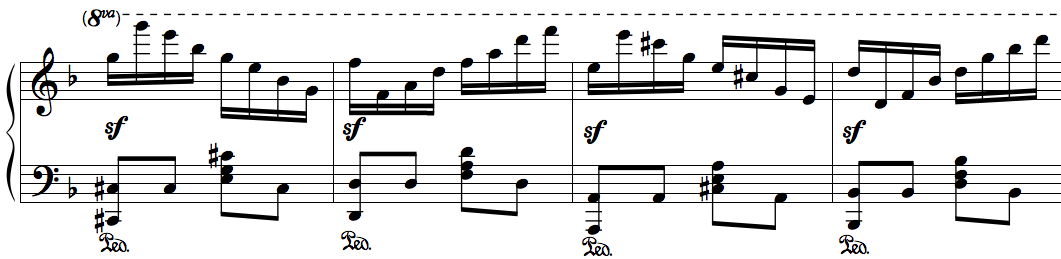
El clímax musical, extremadamente intenso y complicado, se sigue tocando a la misma velocidad astronómica.

La crítica más recurrente del estudio menosprecia su carácter programático banal, y ha sido clasificado muy pobremente en comparación con otras composiciones de Alkan. Un escritor lo califica como “divertido”, pero sin innovaciones técnicas. Aunque Alkan exigió una estricta adhesión al metrónomo, un análisis del tempo extremo mostró que es casi imposible tocarlo a la velocidad correcta y que a ese tempo las notas se vuelven imposibles de distinguir. Una edición publicada coincide con esta afirmación, sugiriendo que las indicaciones metronómicas de Alkan no necesitan tomarse demasiado literalmente, y la mayoría de los análisis están de acuerdo, uno proponiendo incluso que existe un error de impresión y se debe tocar a la mitad de velocidad (112 negras por minuto). La exactitud histórica de la pieza también ha sido cuestionada, ya que se compuso en 1844, un período en la historia del ferrocarril en el que los trenes rara vez viajaban a más de 30 km/h (19 mph). A pesar de estas calificaciones, su alegre melodía se ha celebrado como un precursor de la obra orquestal de Arthur Honegger, Pacific 231, que también representa una locomotora.

## Grabaciones
- İdil Biret Archive Edition / Naxos[11]
- Art and Music: Masters of the Modern Age Vol 1, Laurent Martin / Naxos[12]
- Alkan 2 - Yui Morishita / ALM records / 2016[13]